# موشنلس این وایت
موشِنلِس این وایت (به انگلیسی Motionless in : White ) یک گروه متال آمریکایی از اسکرانتون، پنسیلوانیا است که در سال ۲۰۰۵ تشکیل شد. اعضای فعلی گروه کریس موشِنلِس (خواننده اصلی)، ریکی هارِر (گیتار ریتم)، جاش مورو (گیتار بیس)، رایان سیتاوسکی (لید گیتار) و وینی مارو (درامز) هستند. نام  گروه از آهنگ Motionless And White از گروه Eighteen Visions الهام گرفته شده است. جدیدترین آلبوم این گروه در سال ۲۰۲۲ به اسم Scoring The End Of The World منتشر شده است.

## تاریخچه

### تشکیل گروه و سال‌های نخست (۲۰۰۴-۲۰۰۹)
موشِنلِس این وایت در سال ۲۰۰۵ تشکیل شد و اعضای نخست گروه، کریس موشِنلِس به عنوان خواننده و نوازندهٔ گیتار ریتم، انجلو پرنته به عنوان درامر، فرنک پولومبو به عنوان گیتاریست و کایل وایت به عنوان بیسیست بودند.
یک سال بعد جاش بالز به عنوان نوازنده کیبورد به گروه اضافه شد و فرنک پولومبو شروع به نواختن گیتار بیس کرد. مایک کوستانزا و توماس «تی جی» بِل به عنوان گیتاریست‌های جدید به گروه اضافه شدند که باعث شد کریس موشِنلِس نواختن گیتار ریتم را کنار بگذارد. گروه اولین مینی آلبوم خود به اسم The Whorror را در سال ۲۰۰۷ منتشر کرد.
با جدایی مایک کوستانزا، رایان سیتاوسکی عضو گروه شد.

### آلبوم موجودات و تغییر اعضای گروه (۲۰۰۹–۲۰۱۱)
بعد از انتشار مینی آلبوم When Love Met Destruction، فرنک پولومبو گروه را ترک کرد. ریکی هارِر در اکتبر سال ۲۰۰۹ به عنوان بیسیسته جدید به گروه پیوست. وی از واشینگتن به اسکرانتون برای عضویت در این گروه مهاجرت کرد. چند ماه بعد گروه شروع به ضبط آلبوم اول خود به اسم «موجودات» (Creatures) کرد.
آلبوم «موجودات» در ۱۲ اکتبر سال ۲۰۱۰ توسط فیِرلِس ریکوردز منتشر شد و رتبه ۱۷۵ در بیلبورد تاپ ۲۰۰، رتبه ۶ در Heatseekers را به خود اختصاص داد.
در چهارشنبه، ۴ می سال ۲۰۱۱، توماس ژوزف «تی جی» بِل از گروه اخراج شد. بِل اعلام کرد که این یک تصمیم گروهی بوده‌است اما گروه اعلام کرد که بِل برنامه تور موشِنلِس این وایت را با همکاری با گروه Escape The Fate بهم زد. بِل به اعضای گروه گفته بود که به صورت موقت با گروه Escape The Fate همکاری خواهد کرد اما در اصل تصمیم به بازگشت به گروه را نداشت و طی گفته‌های گروه، بِل در جلسه‌ای که باهم داشتند اعلام کرده بود که از هیچ‌کدام از اعضای موشِنلِس این وایت خوشش نمی‌آید و تنها دلیل عضویت او در این گروه، جدا شدن از کار قبلی اش بود.
گروه بعد از این اتفاق به سختی‌های زیادی برخورد. اما به علت بیش از حد سنگین نبودن آهنگ‌ها توانستن تنها با یک گیتاریست تور خود را به پایان برسانند. گروه اعلام کرد «متأسفانه داشتن یک گیتاریست (رایان سیتاوسکی) در گروهی مثل ما باعث شد سختی‌های زیادی بکشیم ولی ما توافق کردیم که تی جی را اخراج کنیم.»
بعد از جدایی بِل از گروه، السن (ریکی هارِر) موقعیت خود را در گروه از بیسیست به گیتاریست تغییر داد و به جای بِل شروع به نواختن گیتار ریتم کرد. دِوین سولا یا «گوست» به عنوان بیسیست جدید به گروه اضافه شد.

### آلبوم ننگین (۲۰۱۲–۲۰۱۴)
گروه در سال ۲۰۱۲ شروع به ضبط آلبوم دوم خود به اسم «ننگین» (Infamous) کرد. این آلبوم در ۱۳ نوامبر سال ۲۰۱۲ منتشر شد و رتبه پنجاه و سوم در بیلبورد تاپ ۲۰۰، نوزدهم در Top Rock Albums، نهم در Top Independent Albums و پنجم در Hard Rock Albums را به خود اختصاص داد.
انجلو پرنته در ۱۱ مارس ۲۰۱۳ اعلام کرد که گروه را ترک کرده‌است. وی گفت «از ۱۷ سالگی درحال انجام این کار هستم. دائم درحال تور رفتن و انجام کارهایی هستم که هر نوازنده‌ای انجام می‌دهد، این به من فشار آورده است.». پرنته با دلایل خود از این گروه رفت و با هیچ‌کدام از اعضای گروه مشکلی نداشت. برندون ریچتر در ۲۳ آوریل اعلام کرد که به عنوان درامر جدید عضو گروه شده‌است.
در ۱۱ ژوئن ۲۰۱۳ ورژن دلوکس آلبوم «ننگین» منتشر شد که همراه با ریمیکس‌هایی از آهنگ‌های این آلبوم بود. یکی از این ریمیکس‌ها متعلق به ریکی هارِر می‌باشد.

### جدایی ریچتر و آلبوم تولد دوباره (۲۰۱۴–۲۰۱۶)
ریچتر در فوریه ۲۰۱۴ اعلام کرد که گروه را ترک کرده‌است اما علت جدایی وی از گروه اختلاف با اعضای گروه نبوده‌است. او از همه حمایت‌ها تشکر کرد اما علت اصلی جدایی از گروه رو ذکر نکرد.
در ۱۳ آوریل ۲۰۱۴، اعلام شد که آلبوم سوم گروه به اسم «تولد دوباره» (Reincarnate) بزودی منتشر خواهد شد. این آلبوم در ۱۵ سپتامبر سال ۲۰۱۴ در انگلستان و در ۱۶ سپتامبر ۲۰۱۴ به صورت جهانی منتشر شد. گروه در این آلبوم با ماریا برینک از گروه In This Moment, دنی فیلث از گروه کریدل آو فیلث و تیم سکولد عضو قدیمی گروه مریلین منسون همکاری کرده‌است.

### آلبوم نوبت قبرستان (۲۰۱۶-۲۰۱۸)
در ۲۳ ژوئن ۲۰۱۶ آلبوم چهارم به اسم نوبت قبرستان منتشر شد.. وکالیست گروه اعلام کرده‌است که این آلبوم توسط فیِرلِس ریکوردز منتشر نخواهد شد. بلکه توسط رودرانر ریکوردز منتشر شد. که طبق گفتهٔ اعضا، قرارداد با این کمپانی از آرزو هایشان بوده‌است. در تاریخ ۱۰ ژانویه سال ۲۰۱۷، جاش بالز، کیبوردیست گروه، اعلام کرد که بعد از ۱۰ سال فعالیت رد این گروه را ترک کرده‌است. دلیل جدایی وی از گروه از روی پرکار شدن وی رد زندگی شخصی اش بود. او همچنان رابطه ای صمیمانه با اعضای گروه دارد.
در تاریخ ۴ می ۲۰۱۸، دوین سولا، بیسیست گروه اعلام کرد که به علت مشکلات اعصاب از گروه جدا شده است. تی جی بل، گیتاریست قدیمی گروه به صورت موقت به عنوان بیسیست جدید به گروه پیوست.

### آلبوم تغییر قیافه (۲۰۱۸-حال)
در تاریخ ۲۴ مارچ ۲۰۱۹، جاستین مورو، به عنوان بیسیست جدید به گروه پیوست. در ۷ ژوئن ۲۰۱۹ آلبوم پنجم به اسم تغییر قیافه منتشر شد.

## اعضای گروه

### اعضای فعلی
کریس موشِنلِس سرولی - خواننده اصلی (۲۰۰۵-حال)، گیتار ریتم (۲۰۰۵–۲۰۰۶)
رایان سیتاوسکی - لید گیتار (۲۰۰۸-حال)
ریکی «هارِر» السن - گیتار ریتم (۲۰۱۱-حال)، خواننده پشتیبان (۲۰۰۹-حال)، گیتار بیس (۲۰۰۹–۲۰۱۱)
وینی مارو - درامز (۲۰۱۴-حال)
جاستین مورو - گیتار بیس (۲۰۱۹-حال)

### اعضای پیشین
کایل وایت - گیتار بیس (۲۰۰۵–۲۰۰۶)
مایک کوستانزا - لید گیتار (۲۰۰۶–۲۰۰۸)
فرنک پولومبو - گیتار بیس (۲۰۰۶–۲۰۰۹)، لید گیتار (۲۰۰۵–۲۰۰۶)
انجلو پرنته - درامز (۲۰۰۵–۲۰۱۳)
توماس «تی جی» بِل - گیتار ریتم، خواننده پشتیبان (۲۰۰۶–۲۰۱۱)
برندون «ریج» ریچتر - درامز (۲۰۱۳–۲۰۱۴)
جاش بالز - کیبورد، سینث‌سایزر (۲۰۰۶–۲۰۱۷)
دِوین «گوست» سولا - گیتار بیس، خواننده پشتیبان (۲۰۱۱-۲۰۱۸)

### اعضای دوره ای و تور
کیمبر پریش - گیتار بیس (۲۰۱۱)
تام هین - درامز (۲۰۱۴)

## ترانه شناسی

### آلبوم های استودیویی
- The Whorror - سال ۲۰۰۷
- When Love Met Destruction - سال ۲۰۰۹
- Creatures - سال ۲۰۱۰
- Infamous - سال ۲۰۱۲
- Reincarnate - سال ۲۰۱۴
- Graveyard Shift - سال ۲۰۱۷
- Disguise - سال ۲۰۱۹
- Scoring the End of the World - سال ۲۰۲۲